# Aaskevers
De aaskevers (Silphidae) zijn een familie van kevers behorende tot de onderorde Polyphaga. De meeste soorten (maar niet alle) leven van of op aas. Vaak wordt er gejaagd op de andere insecten die op aas leven.

## Kenmerken
Ze hebben knotsvormige antennen en een sterk ontwikkeld reukvermogen. De dekschilden zijn vaak sterk afgeknot. Het zijn meestal prima vliegers. Ze hebben een afgeplat, bruin of zwart lichaam, vaak met gele of rode banden of vlekken. De lichaamslengte varieert van 0,4 tot 4,5 cm.
In Midden-Europa zijn de onderfamilies Necrophorinae en Silphinae vertegenwoordigd. Bij de Necrophorinae zijn de dekschilden niet zo lang en laten de laatste paar segmenten van het achterlijf onbedekt. Bij de Silphinae bedekken de dekschilden wel het gehele achterlijf. Het geslacht Nicrophorus heeft korte dekschilden, die een gedeelte van het achterlijf onbedekt laten.

## Voortplanting
Na de paring graven ze de grond weg onder een kadaver en leggen hun eieren naast het dode dier. Na het uitkomen beginnen de larven direct van het rottende vlees te eten. De larven worden ook vaak gevoerd met opgebraakt voorverteerd voedsel. Er zijn ook aaskevers die dierenmest tot balletjes oprollen en daarin hun eitjes leggen. Als de larven uitkomen, beginnen ze de mest van binnenuit op te eten. 

## Verspreiding en leefgebied
Deze familie komt voor op het hele noordelijk halfrond, op de grond bij kadavers, mest en zwammen.

## Geslachten
De familie omvat onder andere de volgende geslachten:
- Onderfamilie Necrophorinae
  - Nicrophorus (Doodgravers)
- Onderfamilie Silphinae
  - Necrodes
  - Thanatophilus
  - Oiceoptoma
  - Blitophaga
  - Dendroxena
  - Silpha
  - Phosphuga

## In Nederland waargenomen soorten
- Genus: Ablattaria
  - Ablattaria laevigata
- Genus: Aclypea
  - Aclypea opaca
  - Aclypea undata
- Genus: Dendroxena
  - Dendroxena quadrimaculata - (Rupsenaaskever)
- Genus: Necrodes
  - Necrodes littoralis - (Oeveraaskever)
- Genus: Nicrophorus
  - Nicrophorus germanicus - (Duitse doodgraver)
  - Nicrophorus humator - (Zwarte doodgraver)
  - Nicrophorus interruptus
  - Nicrophorus investigator
  - Nicrophorus sepultor
  - Nicrophorus vespillo - (Krompootdoodgraver)
  - Nicrophorus vespilloides - (Gewone doodgraver)
  - Nicrophorus vestigator
- Genus: Oiceoptoma
  - Oiceoptoma thoracicum - (Oranje aaskever)
- Genus: Phosphuga
  - Phosphuga atrata - (Slakkenaaskever)
- Genus: Silpha
  - Silpha carinata
  - Silpha obscura - (Donkere aaskever)
  - Silpha tristis
  - Silpha tyrolensis
- Genus: Thanatophilus
  - Thanatophilus dispar
  - Thanatophilus rugosus - (Rimpelige aaskever)
  - Thanatophilus sinuatus